# 府庁山
府庁山（ふちょうやま）は、大阪府河内長野市の標高610mの山で、大阪50山のひとつである。
府庁山という名前の由来は、大阪府が山一帯を山主より借りて植林を行ったことによる。
山頂（610m地点）付近は、三叉路となっており西〜南方向に展望が開けている。主な登山道は、天見駅→旗尾岳→府庁山、千早口駅→クヌギ峠→田山→府庁山、天見駅→蟹井神社→十字峠→府庁山など。